# 哈珀維爾 (密西西比州)
哈珀維爾（英語：Harperville）是位於美國密西西比州斯科特縣的普查規定居民點。

## 人口
根據2020年美國人口普查的數據，哈珀維爾的面積為3.72平方千米，皆為陸地。當地共有人口250人，而人口密度為每平方千米67.2人。